# Value-added reseller
Value-added reseller (VAR) — підприємство, яке додає нові властивості існуючому продуктові, а потім перепродує його (як правило, для кінцевих користувачів) як інтегрований продукт або закінчене рішення «під ключ». Така практика має місце зазвичай у індустрії інформаційних технологій, де, наприклад, VAR може встановлювати програмне забезпечення разом з поставками обладнання.
Додана вартість може створюватися за рахунок професійних послуг, таких як: інтеграція, налаштування, консультації, навчання та впровадження. Вартість також може додаватися шляхом розробки конкретних застосунків для продукту, призначених для задоволення потреб клієнта, які потім перепродаються як новий пакет.
Термін часто використовують в комп'ютерній галузі, де компанія купує комп'ютерні комплектуючі та складає (наприклад) повноцінні персональні комп'ютери, зазвичай налаштовані для конкретного завдання. Наприклад, VAR може придбати комп'ютер, принтер, монітор і графічне програмне забезпечення від різних виробників, скласти їх разом і продати в пакеті як спеціалізовану систему автоматизованого проектування. Роблячи це, компанія додає вартість понад вартість окремих компонентів комп'ютера. Клієнти будуть купувати таку систему у реселлера, якщо їм не вистачає часу або досвіду, щоб зібрати таку систему самостійно.